# エディタ・ピエーハ
エディタ・ピエーハ（ロシア語：Эдита Станиславовна Пьеха（出生名 Эдит-Мари Пьеха)、ポーランド語：Edita Pyekha、フランス語：Édith-Marie Pierha、1937年7月31日 - ）は、ロシアで活躍するフランス生まれのポーランド系女性歌手 。なお、日本ではたまに名前がエディタ・ピエハ、エディータ・ピエーハとも表記されることがある。

## 概要

### 「Наш сосед」
ピエーハの1965年ヒット曲「Наш сосед　（ナーシ・サシエート）」はカバーされたことがいくつもある。原曲は「お隣さん」という意味のタイトルを持ち、隣人の日常や喧騒を興味本位に歌った歌詞となっている。 
この名曲にはフランス語の歌詞が新しくつけられ、フランス人歌手ダニエル・ビダルに歌われ、本国フランスで発売された。その後、「天使のらくがき」という邦題で日本で発売され、 ダニエル・ビダルなどに歌われた日本語版もリリースされた。

## 略歴
- 1937年7月31日：フランスのパ＝ド＝カレー県ノワイヤル＝スー＝レンに生まれる。
- 1955年：バンド「ドルジバ」の一員として歌手デビュー。